# Łutselk'e
Łutselk’e (en tlicho : « lieu du Coregonus artedi ») est une localité et une communauté canadienne de la région du Slave Nord, aux Territoires du Nord-Ouest.